# Manuel Machado (football, 1985)
Pour les articles homonymes, voir Manuel Machado et Machado.
Manuel Machado est un footballeur angolais né le 24 décembre 1985.
Il a participé à la Coupe d'Afrique des nations 2008 avec l'équipe d'Angola.

## Carrière
- 2005-2006 : GD Tourizense  Portugal
- 2006-2007 : GD Santacombadense  Portugal
- 2007-2008 : Anadia FC  Portugal
- 2008- : CRD Libolo  Angola